# Tullio Maruzzo
Tullio Maruzzo, né le 23 juillet 1929 à Arcugnano et mort assassiné le 1er juillet 1981 à Los Amates, est un prêtre catholique franciscain, missionnaire au Guatemala, de nationalité italienne. Assassiné in odium fidei par la guérilla marxiste, il est vénéré comme martyr par l'Église catholique qui l'a béatifié en 2018.

## Biographie

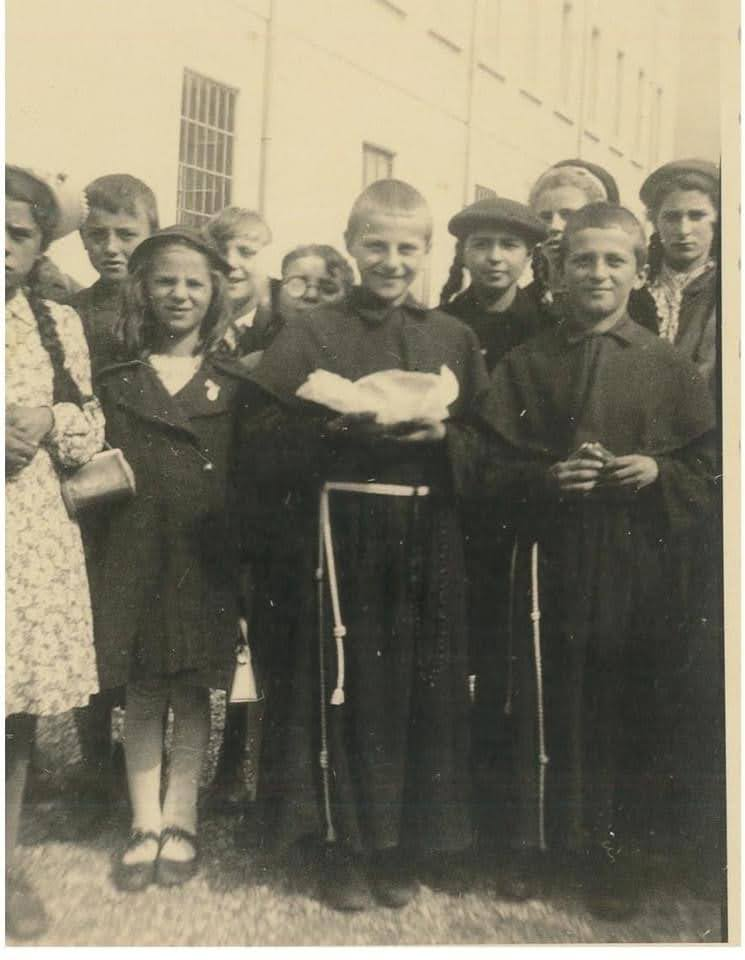
Tullio Maruzzo, au centre en bure, au noviciat des franciscains.

Fils d'un cultivateur, en même temps cordonnier, de la plaine du Pô, son nom de baptême est Marcello ; il prend le nom de Tullio en entrant chez les franciscains de Saint-François-du-Désert dans la lagune de Venise. Il a un frère jumeau, Daniel (nom de religion Lucio), qui entre aussi chez ces mêmes franciscains le même jour, le 15 août 1945, fête de l'Assomption. Tullio prononce ses vœux perpétuels le 15 juillet 1951.
Il est ordonné prêtre, toujours avec son frère, le 21 juin 1953 par le patriarche de Venise, futur pape Jean XXIII, au sein de l'ordre des frères mineurs. Il reçoit son obédience pour le couvent Saint-Nicolas du Lido, afin de s'occuper d'orphelins de guerre. Le père Tullio est envoyé en mission au Guatemala en décembre 1960. Il est d'abord nommé à la paroisse du Sacré-Cœur de Puerto Barrios. Puis exerçant son ministère dans le vicariat d'Izabal, il se dévoue avec attention à ses fidèles, particulièrement frappés par la pauvreté et la misère. Aimé par la population, il se montra disponible envers tous. Le 1er juillet 1981, il est enlevé par des membres de la guérilla marxiste avec Luis Obdulio Arroyo Navarro, tertiaire franciscain qui l'accompagnait dans ses visites pastorales. Ils sont assassinés ensemble sur le site de Quiriguá, à cause de leur ministère.

## Vénération

### Béatification

#### Reconnaissance du martyre
La cause pour la béatification et la canonisation de Tullio Maruzzo et de Luis Obdulio Arroyo Navarro débute le 31 janvier 2006. Envoyée à Rome en janvier 2010, l'enquête diocésaine est étudiée par la Congrégation pour les causes des saints.
Le 9 octobre 2017 le pape François reconnaît leur mort in odium fidei, leur attribuant ainsi le titre de martyrs. Ils sont proclamés bienheureux au cours d'une messe célébrée le 27 octobre 2018 au Guatemala par le cardinal Giovanni Angelo Becciu, en présence de 11 mille personnes.

### Culte
Le bienheureux Tullio Maruzzo est fêté le 1er juillet.
Son tombeau est exposé à la vénération des fidèles dans l'église paroissiale de Los Amates.